# مارکو کانروا
مارکو کانروا (فنلاندی: Markku Kanerva؛ زادهٔ ۲۴ مهٔ ۱۹۶۴) بازیکن سابق و مربی فوتبال اهل فنلاند است.
از باشگاه‌هایی که در آن بازی کرده‌است می‌توان به باشگاه فوتبال هلسینکی و باشگاه فوتبال الفسبورگ اشاره کرد.
وی همچنین در تیم ملی فوتبال فنلاند بازی کرده‌است.